# Geoelettricità

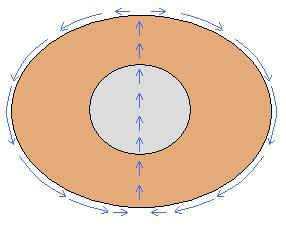
Illustrazione esplicativa del flusso elettrico nella polarità terrestre, l'immagine mostra volutamente una Terra più appiattita per rendere più comprensibile il concetto

Geoelettricità è lo studio dei fenomeni elettrici che avvengono all'interno del globo terrestre.

## Cause
La causa di questi fenomeni è l'effetto Volta. Quando due sostanze diverse vengono a contatto, o anche solo accostate, vi è un passaggio di elettroni da una sostanza all'altra e quindi si crea una differenza di potenziale che è la causa di correnti elettriche. Questo è dovuto alla diversa energia di legame che posseggono gli elettroni periferici e che fa sì che gli elettroni meno legati si spostino da un elemento ad un altro per trovarsi in una situazione di maggiore stabilità.

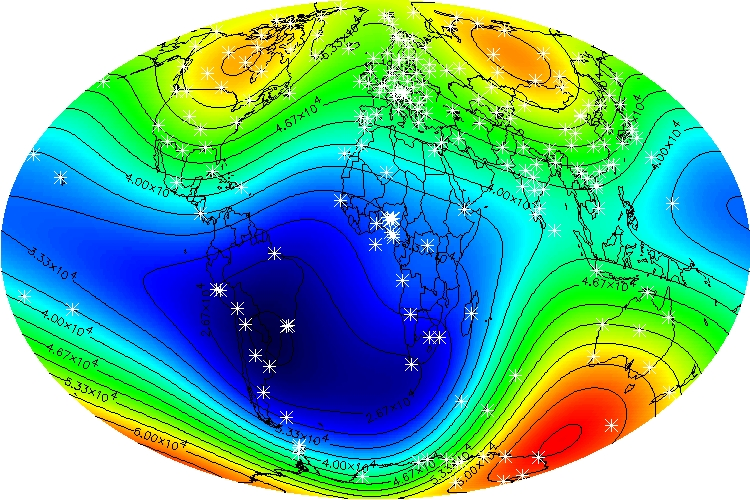
visione globale

Un campo magnetico è l'espressione (secondo la legge di conservazione dell'energia) di una massa elettroconducente qualora sottoposta ad una corrente elettrica maggiore di quella che quella stessa massa può accumulare quando impedita nel poterla cedere ad un altro conduttore (ovvero isolata). In quest'ottica, il nucleo terrestre può essere considerato proprio tale. Così come l'elettricità, il magnetismo tende a seguire il percorso che oppone meno resistenza al suo passaggio (da cui il flusso da polo a polo, in quanto punti nei quali il diametro terrestre è il più breve dato il leggero appiattimento dovuto alla forza centrifuga); mentre per quanto riguarda il flusso inverso, esterno, esso avviene per forza di cose tramite l'atmosfera: le fasce di Van Allen. Dato che come detto deve seguire il percorso che gli oppone meno resistenza, ne deriva che per quanto riguarda appunto il flusso "di ritorno", predilige un preciso "canale" ed evita gli altri percorsi: l'anomalia del Sud Atlantico dovrebbe corrispondere al punto nel quale il flusso esterno incontra la maggior resistenza, mentre di contro nelle aree maggiormente magnetizzate ("canale" Siberia-Indocina-Australia) evidentemente esso trova la resistenza minore, quindi prediligendole nel suo percorso.

## Effetti
Le microcorrenti che si generano all'interno della Terra sono anche una delle cause del magnetismo terrestre e la tettonica a zolle spiega anche la migrazione dei poli. Le numerose anomalie a cui è sottoposto il magnetismo terrestre possono essere spiegate con le variazioni continue dei canali conduttori, sottoposte a variazioni al seguito dell'assetto terrestre sia interno che esterno. Una modifica della distanza tra il nucleo e una data area della crosta terrestre, ad esempio in seguito a un terremoto, può modificare il magnetismo di quell'area (formare uno "pseudo-polo").